# Communauté de communes du Val de Seulles
Pour les articles homonymes, voir Seulles (homonymie).
La communauté de communes du Val de Seulles est une ancienne communauté de communes française, située dans le département du Calvados.

## Historique
La communauté de communes est créée le 29 décembre 1999.
Le 1er janvier 2013, la commune de Carcagny adhère à la communauté.
Le 1er janvier 2017, elle est fusionne avec les communautés de communes de Bessin, Seulles et Mer et d'Orival pour former la communauté de communes Seulles Terre et Mer à laquelle sont adjointes les communes d'Hottot-les-Bagues et de Lingèvres.

## Composition
La communauté de communes était composée de douze communes du canton de Bretteville-l'Orgueilleuse :
1. Audrieu
2. Bucéels
3. Carcagny
4. Cristot
5. Ducy-Sainte-Marguerite
6. Fontenay-le-Pesnel
7. Juvigny-sur-Seulles
8. Loucelles
9. Saint-Vaast-sur-Seulles
10. Tessel
11. Tilly-sur-Seulles
12. Vendes

## Compétences
- Aménagement de l'espace
  - Aménagement rural (à titre facultatif)
  - Création et réalisation de zone d'aménagement concerté (ZAC) (à titre obligatoire)
  - Schéma de cohérence territoriale (SCOT) (à titre obligatoire)
  - Schéma de secteur (à titre obligatoire)
- Développement et aménagement économique
  - Action de développement économique (Soutien des activités industrielles, commerciales ou de l'emploi, soutien des activités agricoles et forestières...) (à titre obligatoire)
  - Création, aménagement, entretien et gestion de zone d'activités industrielle, commerciale, tertiaire, artisanale ou touristique (à titre obligatoire)
  - Tourisme (à titre obligatoire)
- Développement et aménagement social et culturel
  - Activités culturelles ou socioculturelles (à titre facultatif)
  - Activités périscolaires (à titre facultatif)
  - Activités sportives (à titre facultatif)
  - Établissements scolaires (à titre optionnel)
  - Transport scolaire (à titre facultatif)
- Énergie - Hydraulique (à titre facultatif)
- Environnement
  - Assainissements collectif et non collectif (à titre facultatif)
  - Collecte et traitement des déchets des ménages et déchets assimilés (à titre optionnel)
- Logement et habitat - Programme local de l'habitat (à titre optionnel)
- Voirie - Création, aménagement, entretien de la voirie (à titre optionnel)

## Administration
| Période | Période       | Identité                | Étiquette | Qualité         |
| ------- | ------------- | ----------------------- | --------- | --------------- |
| 2000    | décembre 2016 | Jean-Louis Lebouteiller | PS        | Maire d'Audrieu |